# ブーケ・トス

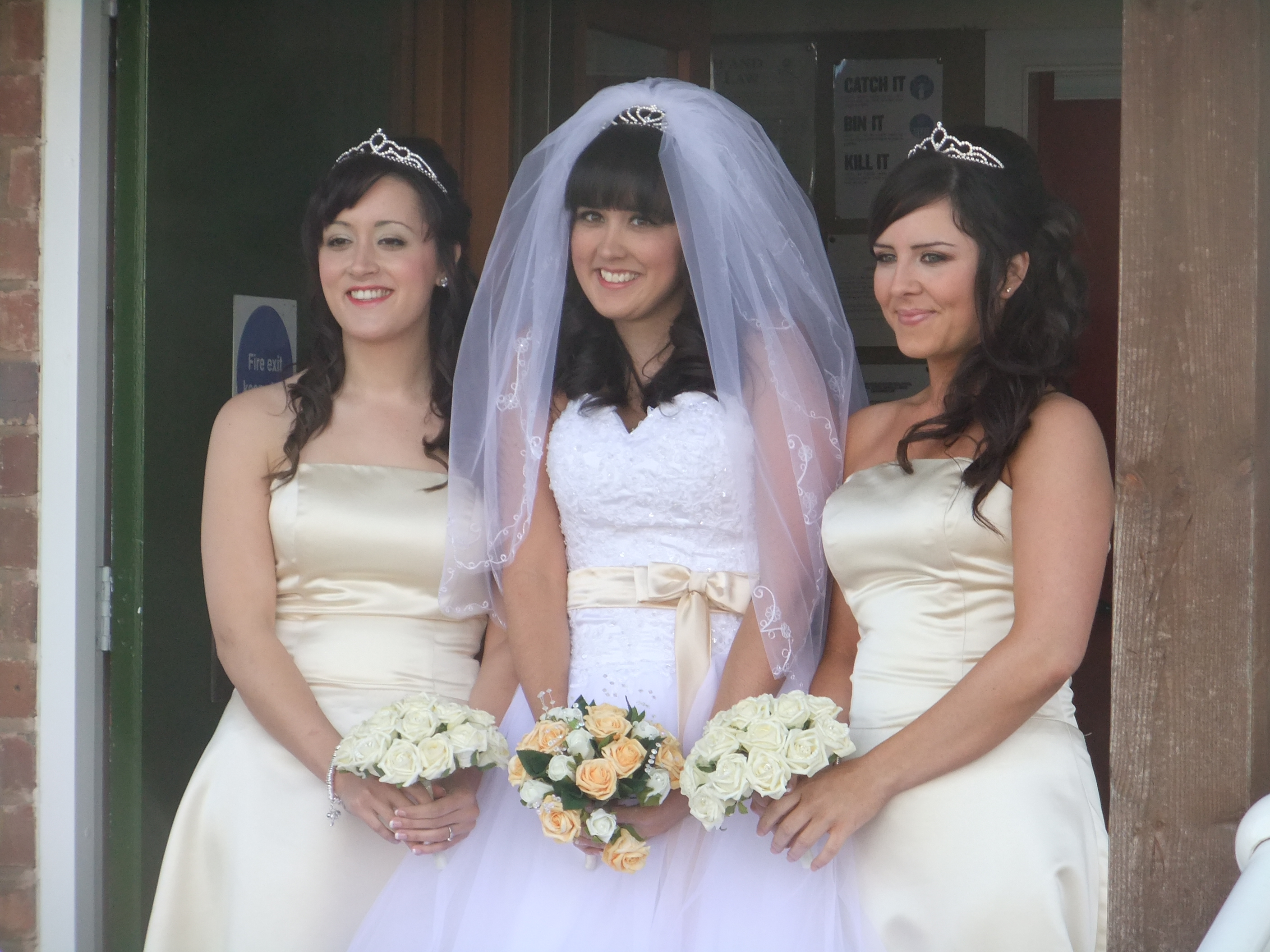
気軽に放り投げることができる、投げ専用ミニブーケを利用する方法がある。ウェディングブーケは押し花やドライフラワーにして、記念品として残しておける。

ブーケ・トス（bouquet toss）とは、結婚披露宴で花嫁がウェディングブーケを未婚の女性へ投げることであり、ブーケを受け取った女性は、次に結婚ができると言われている。

## 内容
招待客に背を向け、誰に渡るのか見えないようにして、後ろへ放り投げる。単純で簡単な動作に見えるが、注意することがある。ウェディングブーケのほとんどのスタイルはワイヤーを使用して複雑に繋いでいることで、急に強く振るような荒っぽい扱いには弱い。さらに変な方向に投げてしまうことや、空気抵抗により招待客に届かないこともありえる。持ち手に吸水性スポンジ付きプラスチックホルダーを使用している場合は、急に強く振ると花材が抜けてしまう。
ブーケ・トスを行うならば、花嫁と招待客との距離を短くするか、あるいはクラッチブーケを使用すればアクシデントは発生しにくい。
なお、ブーケトスに対しては未婚者であることを晒されたくないという考え方もある。

## ブーケ以外のトス

### ガーター・トス
ガーター・トス（garter toss）とは、花嫁が左足の太ももに着けている靴下留め、ガーターリングを花婿が外して、未婚の男性へ投げることである。ブーケ・トスと同じく招待客に背を向け、誰に渡るのか見えないようにして、後ろへ放り投げる。
ガーターリングは花嫁が自ら外しても構わない。なぜならば、起源は諸説あるが共通点があり、花嫁の持ち物を他者が記念品や証明品として貰おうとしていることから始まっている。
その他にも、何者かによって創作された話がある。
- ブーケ・トスで花束を受け取った女性の恋人または婚約者が、ガーター・トスをする場にいるならば、その男性にガーターリングが渡るよう配慮する。ガーターリングを受け取った男性は膝をついて身をかがめ、花束を受け取った恋人または婚約者の左足にはめる。
- 花嫁の右足に残ったガーターリングは取っておき、赤ん坊が生まれた際に、赤ん坊のヘアバンドとして使用すると幸福になれると言われている。

### ブートニア・トス
ブートニア・トス（boutonniere toss）とは、花婿が、胸元を飾っている花を未婚の男性へ投げることである。
結婚式で使用するブートニアには男性からのプロボーズを女性が受諾するという大切なメッセージが含まれていて、花嫁の了承無くブートニア・トスを行うことはトラブルになりかねない。また、投げても飛ばない花もある。
インターネットで関連話を検索すると、この儀式については英語では見つからず、投げる必要があるならばガーター・トスに行き着く。ブートニア・トスに関連する話が日本では見つかることから判断して、日本の結婚式運営会社が独自に企画して、その話が広まったことも考えられる。商標登録では、2013年までは見つからない。boutonniereはカーネーションの種子として（第1052552号）、TOSS/トスは食品として（第4822954号）登録されている。

### ブロッコリートス
新郎が幸せの象徴などの意味をもつブロッコリーを独身男性たちに向かってトスし、無事にブロッコリーをキャッチできた人が次の花婿となるというもの。

### ゆかりの品トス
花嫁と花婿にとってのゆかりの品を投げることもある。投げて安全な物であれば、様々な物が投げられる。

## ブーケ・プルズ
ブーケ・プルズ（bouquet pulls）とは、ブーケに紐やリボンを何本か付けておき、それを未婚の女性に持たせて引っ張らせるくじのような方式である。当たりの紐1本のみがブーケと完全に繋がっていて、他の紐は引っ張ると抜けるようになっている。ブーケ・トスができそうにない精密なブーケに使える方法であり、アクシデントは発生しにくい。